# Buddy Van Horn
Buddy Van Horn (né Wayne Van Horn), né 20 août 1929 à Los Angeles et mort le 11 mai 2021 dans cette même ville,, est un cascadeur et réalisateur américain. 

## Carrière
Il a été durant durant un demi-siècle, la doublure dans de périlleuses scènes d'action pour Guy Williams, Gregory Peck, Lee Marvin et notamment Clint Eastwood avant de le diriger dans trois films.
Il a assuré la coordination des cascades sur plus de 100 tournages, notamment l'essentiel des films de Clint Eastwood et de Michael Cimino. Au début de sa carrière il a travaillé comme doublure de Guy Williams dans le Zorro de Walt Disney. C'est lui qui fait cabrer le cheval Tornado sous le tonnerre dès les premières images du générique.

## Filmographie (comme réalisateur)
- 1980 : Ça va cogner (Any Which Way You Can)
- 1988 : La Dernière Cible (The Dead Pool)
- 1989 : Pink Cadillac

## Comme coordinateur
- 2004 : Million Dollar Baby

## Comme acteur
- 1973 : L'Homme des hautes plaines